# Енјуб
Енјуб је тржни центар који се налази на Новом Београду. 
Саграђен је 1994. године, а отворен 1995. Налази се у новобеограском Блоку 45 у Улици Јурија Гагарина 227. Овај тржни центар је полуотвореног типа са око 400 локала и великим бројем услужних и занатских радњи.